# Ulrich von Wilamowitz-Moellendorff
Ulrich Friedrich Wichard Emmo von Wilamowitz-Moellendorff (Markowitz, 22 dicembre 1848 – Berlino, 25 settembre 1931) è stato un filologo classico e grecista tedesco.
Le sue critiche e le sue revisioni sono, tuttora, particolarmente autorevoli e stimate, soprattutto nell'ambito degli studi omerici (in particolare per ciò che riguarda l'Iliade) e degli studi sul teatro greco.

## Biografia

### Gioventù
Nacque a Markowitz (Markovice), un piccolo villaggio nei pressi di Hohensalza (Inowrocław), in quella che oggi è la regione polacca della Cuiavia. La sua famiglia era benestante, germanizzata ma di antiche origini polacche. Suo padre era uno Junker prussiano, Arnold von Wilamowitz-Moellendorff, che utilizzava il blasone di Ogończyk. Essi vivevano in un piccolo maniero, confiscato nel 1836 ad un signorotto locale. Il cognome prussiano von Möllendorff fu acquisito dalla famiglia quando, nel 1813, il generale Wichard Joachim Heinrich von Möllendorff adottò gli antenati dei Wilamowitz.

### Studi

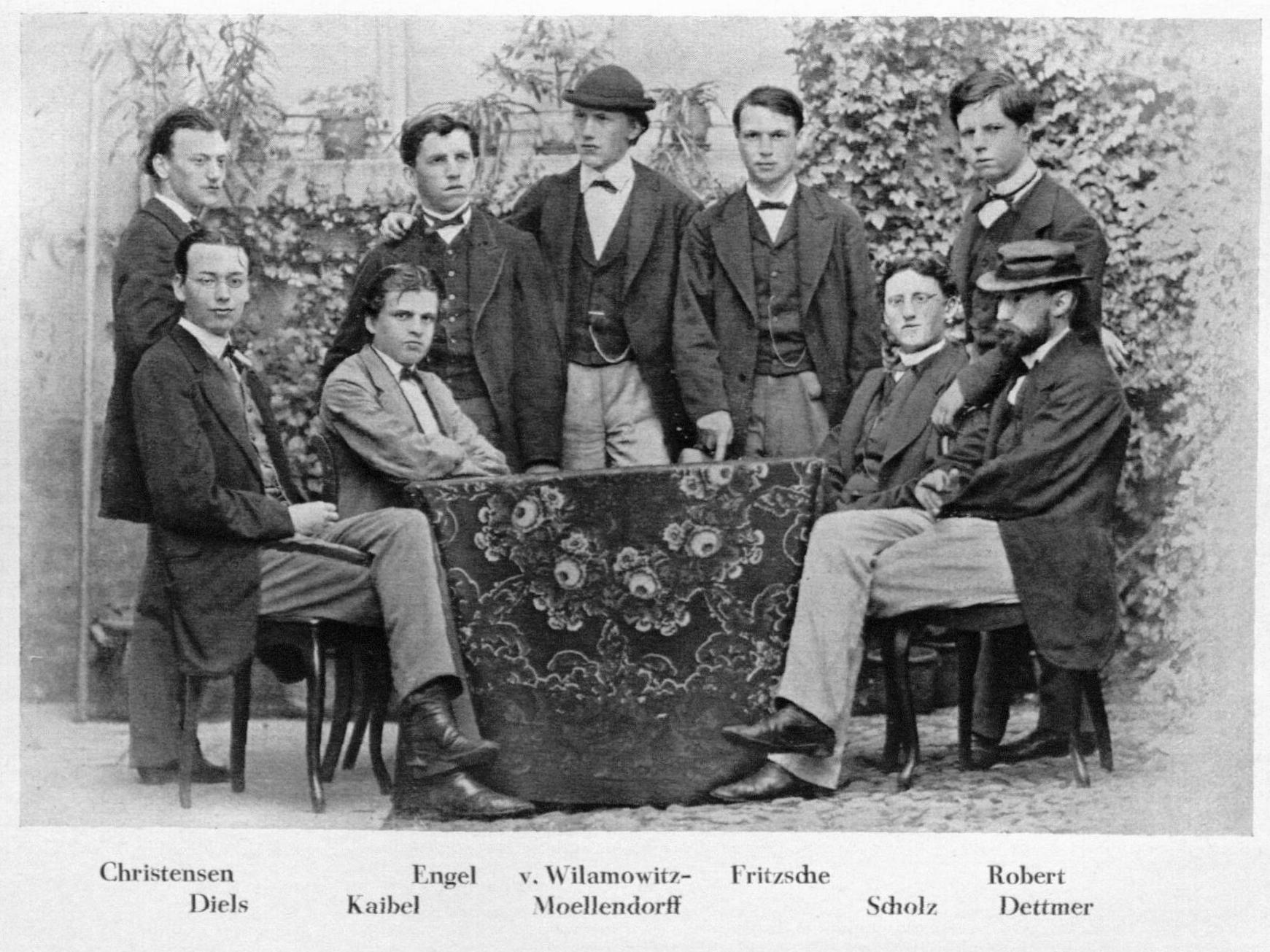
Wilamowitz (al centro, con berretto) a Bonn, nel 1869, con i suoi compagni: sono indicati i nomi, tra gli altri,di Hermann Diels, Georg Kaibel, Carl Robert.

Fino al 1869 studiò filologia classica presso l'Università di Bonn. I suoi insegnanti, Otto Jahn e Hermann Usener, ebbero molta influenza sulla sua formazione accademica. In quegli anni instaurò un profondo rapporto d'amicizia con Hermann Diels, e una viva rivalità con il suo compagno di studi Friedrich Nietzsche. Assieme all'amico Diels, nel 1869, si trasferì a Berlino. Ivi si laureò dottore in filosofia con lode nel 1870. Dopo aver combattuto volontario nella Guerra Franco-Prussiana, compì un viaggio di studio tra l'Italia e la Grecia.

### La polemica contro Nietzsche e Wagner
Ancor prima di divenire professore universitario, Wilamowitz fu protagonista del dibattito accademico che era venuto a crearsi attorno alla controversa opera di Nietzsche La nascita della tragedia. Nel 1872 il Wilamowitz pubblicò un primo pamphlet, la Zukunftsphilologie (La Filologia dell'avvenire), nel quale confutava le tesi e le ipotesi contenute nel Die Geburt der Tragödie aus dem Geiste der Musik di Nietzsche, allora professore all'Università di Basilea. Erwin Rohde, docente di Filologia Classica dell'Università di Kiel e unico tra i classicisti a sostenere le tesi di Nietzsche, replicò sotto forma di lettera aperta «di un filologo a Richard Wagner» (nel pamphlet Afterphilologie, un calembour tra filologia da strapazzo e filologia deretana). La risposta del Wilamowitz giunse nel 1873, in un secondo pamphlet, Zukunftsphilologie! Zweites Stück (La Filologia dell'Avvenire! Seconda parte), che chiuse definitivamente la polemica. Wilamowitz, fondamentalmente, non condivideva l'idea che Euripide e Socrate fossero stati gli affossatori della tragedia classica, e deprecava l'attacco di Nietzsche al razionalismo, che vedeva come un oltraggio al pensiero scientifico.
Di lì a breve (nel 1876), Nietzsche abbandonò la carriera accademica per dedicarsi interamente alla filosofia. A 80 anni, quando scrisse le proprie memorie, Wilamowitz vedeva la disputa contro Wagner e Nietzsche ormai con minor fervore. Ebbe a pentirsi dei toni accesi di cui si servì, ma non delle proprie posizioni in merito.

### A Greifswald
Nel 1875 divenne professore ordinario di filologia classica all'Università di Greifswald, in seguito al successo della sua ricerca intitolata Analecta Euripidea. In quel periodo sposò Marie Mommsen, figlia maggiore del pioniere della storia romana e futuro premio Nobel Theodor Mommsen, dalla quale avrà tre figlie e due figli, e pubblicò gli Studi Omerici (Homerische Studien).

### A Gottinga
Nel 1883, ottenne una cattedra alla Georg-August-Universität di Gottinga. Ivi continuò ad insegnare Filologia Classica e allo stesso tempo curava alcune lezioni di Storia Antica.
Al periodo gottingese risale l’opera tradizionalmente considerata il capolavoro di Wilamowitz: un'edizione in due volumi, con testo critico, traduzione tedesca e ampio commento, dell’Herakles di Euripide (Berlino, 1889), che contiene inoltre, nel primo volume, il fondamentale saggio Che cos’è una tragedia attica?, nel quale Wilamowitz indaga il genere letterario eponimo e cerca di identificarne l'essenza. Assai importante fu inoltre l’edizione dello stesso tipo dell’Ippolito (dello stesso autore), del 1891, che contiene tra l’altro la riflessione Che cos’è tradurre?.

### A Berlino
Nel 1897, grazie anche al sostegno dell'amico Diels, a Wilamowitz fu offerta una cattedra all'Università di Berlino, succedendo al professor Ernst Curtius. Egli vi rimase, pertanto, fino al 1921, anno del suo pensionamento. Nel 1915 fu rettore di tale università, ma rimase in carica un solo anno.

### Inscriptiones Graecae
Mentre era direttore della Accademia Prussiana, continuò la serie di pubblicazioni iniziate da August Böckh e Adolf Kirchhoff, le Inscriptiones Graecae. Wilamowitz influenzò molto lo sviluppo di tale progetto, e lo diresse fino alla fine dei suoi giorni.

### La prima guerra mondiale
Inizialmente sostenne con fervore l'entrata in guerra della Germania, e sottoscrisse un pamphlet compilato dai professori universitari tedeschi favorevoli all'apertura delle ostilità. Durante gli anni della guerra si impegnò personalmente, tenendo conferenze di storia e tecnica militare antica. Successivamente si distanziò da questa presa di posizione reazionaria ed interventista. Nel 1914, Tycho, unico tra i suoi figli ad aver seguito le sue orme e ad essersi attivato come filologo classico, perì nella battaglia di Ivangorod. Nel 1917 vide la luce un libro di Tycho von Wilamowitz-Moellendorff, derivato dalla sua tesi di dottorato: Die dramatische Technik des Sophokles, curato dal padre e da questi completato con un capitolo sull'Edipo a Colono.

### Ultimi anni e morte
Wilamowitz fu, più o meno forzatamente, collocato in quiescenza nel 1921, a causa del suo rifiuto ideologico di accettare la repubblica di Weimar. Di fatto non smise mai di insegnare: la Graeca Societas, ossia il seminario privato a cui avevano accesso i suoi migliori allievi e che si teneva a casa sua, continuò finché le forze glielo consentirono. Attese intanto a una autobiografia, in lingua latina, che venne pubblicata nel 1928 e che, significativamente, si ferma al 1914.
Ulrich von Wilamowitz-Moellendorff trascorse i suoi ultimi anni chiuso in casa, a causa di serie disfunzioni renali, accudito dalla moglie Marie e dalla fedele figlia Dorothea. Lucido fino alla fine, attese alla stesura del suo ultimo libro: Der Glaube der Hellenen (La fede dei Greci), in due volumi, uscito nell'anno della morte. Morì a Berlino il 25 settembre 1931, dopo essere caduto in coma. Fu tumulato nel proprio paese natio, assieme al figlio Tycho. La moglie Marie li raggiunse nel 1936.
Per tutta la sua vita, Wilamowitz intrattenne una fittissima corrispondenza con filologi di tutto il mondo: si ricordano, ad esempio, Gilbert Murray, Regius Professor of Greek a Oxford, e William R. Paton, intellettuale, scrittore, traduttore dell'Antologia Palatina e di Plutarco ed editore del biografo greco per la Bibliotheca Teubneriana. Il filologo americano William M. Calder III, che ha ampiamente studiato la corrispondenza superstite di Wilamowitz, calcola che da questi furono scritte in media tre lettere al giorno.

## Attività di ricerca
Wilamowitz ebbe come campo di ricerca la letteratura greca antica e tardoantica pressoché nella sua totalità e, in minor quantità, quella latina. In una bibliografia sterminata, che conta diverse centinaia di titoli (solo i volumi monografici sono quasi ottanta), studiò, commentò, organizzò e curò edizioni critiche interessandosi di decine di autori e opere, tralasciando solamente Sofocle (ai cui studi delegò il figlio Tycho) e Demostene (che non amava dal punto di vista umano).
Il genere cui si dedicò maggiormente fu il teatro: la sua edizione dell'Eracle di Euripide (1889) stabilì un nuovo standard qualitativo, un nuovo modello (conteneva una traduzione tedesca e saggi esegetici non solo dell'opera in sé, ma anche più in generale sul teatro greco, le sue origini e il suo sviluppo) e riportò in auge gli studi sull'ultimo dei tre tragediografi greci; egli stesso produsse edizioni simili di altre tragedie del medesimo autore. Studiò ampiamente anche Omero, i lirici, la poesia bucolica, Callimaco, Esiodo, Menandro, nonché gli autori cristiani e i Padri della Chiesa. Non trascurò gli studi di papirologia né di epigrafia greca: contribuì all'edizione di diversi papiri letterari greci, tra cui il Papiro di Ossirinco 1011 che trasmette l'elegia Acontio e Cidippe di Callimaco e il Papiro di Berlino inv. 9875 che contiene i Persiani di Timoteo; suo genero (che sposò la figlia maggiore Dorothea) fu il barone Friedrich Hiller von Gaertringen, archeologo ed epigrafista, condirettore e contributore delle Inscriptiones Graecae. Diede anche importanti contributi alla storia della metrica greca.
La raccolta delle sue Kleine Schriften, che egli stesso proibì espressamente finché fosse stato in vita, fu poi delegata ai suoi allievi. In sei volumi (sette tomi) furono raccolte le centinaia di articoli coi quali Wilamowitz, coerentemente con la sua concezione "totale" della filologia, spaziò in ogni campo del sapere antico: nell'ordine, poesia greca arcaica e classica; poesia ellenistica e latina; prosa greca; Lesefrüchte, cioè le "note di lettura" pubblicate negli anni sulla rivista Hermes (circa 300); storia antica e archeologia, religione; note sull'umanesimo, sulla storia degli studi classici, sulla pedagogia (Wilamowitz si impegnò personalmente per una riforma del sistema scolastico tedesco).

## Eredità
Wilamowitz fu l'anima di ben due generazioni di filologi classici: i suoi contemporanei (tra cui si segnalano Georg Kaibel, Carl Robert, Hermann Diels) e soprattutto i suoi allievi, tra i quali Paul Maas (tra il resto, teorico della critica testuale), Werner Jaeger (successore di Wilamowitz a Berlino, ma con cui raffreddò i rapporti a causa di divergenze di vedute circa le rispettive concezioni di filologia), Eduard Schwartz (editore dell'Historia ecclesiastica di Eusebio di Cesarea, degli Atti dei concili ecumenici, degli scholia ad Euripide, di Gregorio di Nazianzo), Eduard Fraenkel (esperto di Plauto), Felix Jacoby (editore dei frammenti degli storici greci), Wolfgang Schadewaldt (omerista), il latinista Eduard Norden, Karl Reinhardt (ellenista, studioso anche di Sofocle ed Eschilo e dei presocratici), Paul Friedländer (esperto di Platone). Tuttora i suoi studi sono tenuti in particolare considerazione dai classicisti, e molti suoi scritti sono ancora punti di partenza imprescindibili.

## Opere (selezione)
- Homerische Untersuchungen (1884)
- Griechisches Lesebuch (1902)
- Einleitung in die griechische Tragödie (1907)
- Die Ilias und Homer (1916)
- Geschichte der Philologie (1921)
- Hellenistische Dichtung in der Zeit des Kallimachos (1924)

## Riconoscimenti
- 1910 Dottorato honoris causa in Teologia dell'Università di Berlino
- 1911 Dottorato honoris causa dell'Università di Oslo